# 城塞 (小説)
『城塞』（じょうさい）は、司馬遼太郎の歴史小説。天下無双の城塞・大坂城を舞台に、徳川家康と豊臣家の最終決戦となった大坂の陣を描く。
『週刊新潮』誌上で、1969年（昭和44年）7月から1971年（昭和46年）10月まで連載された。

## 概要
関ヶ原の戦いを扱った『関ヶ原』の続編。徳川家康の生涯を扱った『覇王の家』と合わせて「家康三部作」と呼ばれることもある。
司馬は大坂の陣を描くにあたって当初は豊臣家を主題に据え、殊に秀吉の世子・秀頼の生母で大坂城の実質的な城主であった淀殿にスポットを当てることを考え、『女の城』などというタイトルも構想していた。しかし史料を調べるうちに下層民からの成り上がり者の秀吉が自らの権勢を示すために造り上げた空前の大城塞である大坂城に関心が移り、大坂の陣の主役はあくまで大坂城であるとの考えに至り、『城塞』をタイトルにしたと語っている。そのため、本作には後に甲州流軍学を創始する小幡勘兵衛が狂言回しとして登場するものの、主役はあくまで大坂城である。
司馬は、西洋人も「コンスタンティノープル以東で最大の城」と感嘆した大坂城の威容を、見る者を圧するその魔術的陶酔感により徳川家からの政権奪取も可能と思わせ、多くの牢人達を豊臣の旗の下に参集させたと評している。歴史を動かしたのは世間に対して嬰児のように無知蒙昧な秀頼や淀殿ではなく大坂城という巨大建造物であり、もしも豊臣家が大坂城のような城を持たなければ家康にさほどに警戒されることもなく、織田信長亡き後の織田家のように徳川政権下においても小大名として存続することができただろうとも評している。

## あらすじ
関ヶ原の戦いを征して天下の実権を掌中に収めた徳川家康。しかし天下の主から一大名に転落したというものの、豊臣家は大坂になおも健在であった。亡き太閤秀吉の遺児・秀頼は、亡父の築いた東洋一の大城塞・大坂城の中で日一日と成長し、幼童期を脱しようとしていた。久しく対面していなかった秀頼と京都二条城で会見した家康は、その溌剌とした若さと衰えぬ市井の人気に危機感を覚え、ついに豊臣家を滅亡させることを決断する。
難攻不落の城塞を攻略する要として間者役に抜擢されたのは、旧武田家の遺臣団出身の小幡勘兵衛であった。武芸・軍略に対する探求心の強さから徳川家を辞して牢人し、若年の頃から全国を流浪して研鑽を重ねたその能力を買われた勘兵衛は家康のこの命を快諾し、未曾有の大戦を演出するべく発憤する。やがて大坂城下で兵法道場を開いて名を上げた勘兵衛は大坂城に客分として潜り込むことに成功するが、しかしその潜入を待つまでもなく城内にはすでに多くの間者が巣くっていた。秀頼の正室である家康の孫娘・千姫につき従う徳川家の家臣団は一大諜報団として大坂城で暗躍しており、彼らは城の内情を逐一家康に報告していた。さらに七手組（豊臣家の親衛隊）を始めとする豊臣家の重臣達の間にまでも内通者がいた。大坂城の城主は名目上は秀頼であったが飾りものの大将にすぎず、実質的な権力はその生母・淀殿が握っていた。城の内政・外交は共に政治も軍事も解らない彼女の言いように振り回されている有様であり、少なからぬ重臣達が豊臣家の行く末を見限り、時勢は徳川にあると考えていたのだった。勘兵衛がとりたてて間者として策動などせずとも、すでに城塞の屋台骨は充分に腐蝕していた。
すでに豊臣の世は終わったと考えているのは諸国の大名達も同様だった。家康とその謀臣達が次々と放ってくる謀略に踊らされ、大坂方は為す術もなく開戦へと追い込まれるが、その呼びかけに応じて大坂城に参集した大名は皆無であった。大坂方はやむなく真田幸村など関ヶ原で領地を失った敗戦大名や、後藤又兵衛ら行き場のない牢人達をかき集め、冬の陣の戦端を開くこととなる。諸大名からなる圧倒的な大軍を率いて大坂になだれ込んできた家康に対し、豊臣方は寡兵をもって応戦しそれなりに奮戦するが、豊臣家の中枢はこの期に及んでも総大将すらまともに決められない有様であり、兵達の働きも空しく大坂城は徳川方に包囲されてしまう。それでも幸村ら有能な将達の活躍もあって豊臣方は善戦し、戦局は決して悲観的なものではなかった。さらには天下無双の城塞には籠城戦という選択肢もあり、長期間の籠城に耐えることによって政局の変化を期待することも可能であった。
が、正攻法での落城は困難ということは家康も充分に理解していた。堅牢な大城塞を落とすには調略による他ないと考えた家康は、大坂城が淀殿によって壟断されていることに目をつけ、大筒で彼女の住まう御殿近辺にさかんに砲撃をしかける。淀殿の心胆を寒からしめることを考えたこの狙いは当たり、悩乱するように怯えた淀殿は籠城に持ち込むべきという反対論を押し切って家康の提示してきた講和を受けさせる。講和の条件は外濠の埋め立てであったが、しかし家康は約束を無視して外濠のみならず内濠までも強引に埋め、城壁もことごとく破壊して、大坂城は裸同然の状態にされてしまう。家康の真意はあくまでも豊臣家を根絶やしにすることにあり、和平は大坂城の防御力を削ぐための策略に過ぎなかった。程なくして家康は政情を再度の開戦へと誘導し始め、再戦を覚悟した豊臣家も今一度戦の準備を始める。
一度大坂城を辞去した勘兵衛も再入城するが、ところが思わぬことから間者であることが露見して大坂城を出奔しなければならなくなる。徳川家に帰参することとなった勘兵衛はまずまずの禄を持って迎えられることを約束されるが、その胸の底にはやりきれない失意がわだかまっていた。己の器量を強く自負する勘兵衛は、徳川方から間者としての仕事を受けながらも豊臣方に勢いがあれば力を貸して天下を旋回させようなどと密かな野心を抱いていた。あわよくばそれをきっかけに世を戦国乱世に戻し、半生をかけた軍略陶冶の流浪の中で夢想してきた天下取りの夢を実現させようなどと考えることもあったが、大坂城の内情は惨憺たるものでありそのようなことは到底望めるものではなかった。事ここに及んでは豊臣家の滅亡は疑いようもなく、来るべき戦によって徳川政権の礎は確固としたものとして確立するであろう。それはすなわち戦国の世の終わりを意味し、勘兵衛を始めとする乱世の下で身を立てることを望んだ者達の時代の終焉が来たことを意味する。もはや乱世が戻って来ることは二度とあるまい。天下人にも大名にもなれず、少壮の頃から諸国を回って研鑽を続けてきた挙げ句がこの結果かと思えば口惜しくもあったが、しかしいよいよ風雲急を告げる政情の下、目前にまで迫った戦いに従軍しないという選択肢は取りようもない。
大坂城からの退去を突きつけられた豊臣家はついに開戦を決断し、夏の陣の火蓋が切られた。家康は再び雲霞の如き大軍を従えて大坂に乗り込んで来た。外濠・内濠を埋められた豊臣方はもはや籠城は不可能と判断し、家康の首級を上げることのみに望みを賭けて野外戦に打って出る。豊臣兵達は死を決して奮戦するが、幸村・又兵衛などといった名将達も次々と討ち死にして次第に戦線を維持できなくなり、大坂城は完全に包囲されてしまう。本丸以外の濠を埋め立てられ、城壁も破壊された裸城では到底防御のしようもない。城内の誰もが敗北を痛感した時、御台所頭の寝返りによって本丸の台所から火の手が上がった。
城内の一角から上がった火の手はすぐさま広まり、たちまち本丸全体が炎に包まれた。一番乗りの功名を得ようと多くの徳川兵が城門に殺到する中、その喧噪の渦中には勘兵衛の姿もあった。紅蓮の炎に包まれ炎上する天守閣を見ながら、勘兵衛は「夢、醒メタリ」としきりにつぶやく。応仁の乱以来、百五十年の乱世の中で立身を望んで勇躍した者達の夢が、今ここに醒めようとしていた。同様に時代の魔力に追い立てられ、半生の間諸国を流浪した勘兵衛の夢もここに潰えようとしていた。豊臣氏の命脈が尽きたことで徳川氏の天下は盤石のものとなろう。己の大望を潰されながら、その徳川の天下の下で生きるために落ち武者を狩り立てて少しでも功を拾おうとしている我が身の浅ましさはどうであろうか。
稀代の大城塞の消失と共に、戦国の夢も幻のように消え去った。

## 主な登場人物

### 徳川方
小幡勘兵衛
本作の狂言回し。家康が武田氏滅亡後に召し抱えた遺臣団の出身で、少年期は徳川秀忠に児小姓として仕えていた。が、武芸・軍略に対する関心が強く暇を乞うて浪人し、日本中を流浪して修練・研鑽を重ねた。その能力を買われ、大坂城攻略の間者として抜擢される。
間者として冷徹に徹するべきでありながら情が強く、斜陽の豊臣家に憐憫を感じたり義侠心に駆られるなど、時折自分の立場を忘れたような行動をとることもある。また、己の才気に強烈な自負心を持ち、あわよくば豊臣家に手を貸して乱世に戻し、自身が天下を狙おうと密かな野心を抱いていた。天下人たる器量の持ち主は家康以外には自分しかいないと信じ、徳川幕府ならぬ「小幡幕府」をうち立てるという途方もない大望を夢見ていたが、豊臣家の内情が話にもならないほど惰弱であったため、結局夢想に終わった。
夏の陣開戦直前に間者であることが露見して大坂城を出奔。夏の陣では徳川方の先鋒井伊直孝の部隊に所属して出陣した。大坂の陣終結後は徳川家の旗本となり、旧武田家に伝わる武田信玄の軍法をまとめた「甲陽軍鑑」を聖典とする日本における軍学の草分けである「甲州流軍学」を創始する。なお、甲陽軍鑑は江戸時代になって勘兵衛が偽作したという説があるが本作ではこの説を採っており、甲州流軍学についても「多分に空想的な軍学」と評されている。
徳川家康
関ヶ原の戦いに勝利して江戸に幕府を開き、天下の実権を握った江戸幕府初代将軍。現在は将軍職を息子の秀忠に譲り駿府城で隠居をしているが、政治的実権はその手に保ち続けており、「駿府の大御所」の敬称と共に畏怖されている。
すで老齢に達した自身と裏腹の秀頼の溌剌とした若さに危機感を抱き、卓抜した政治的計算力と謀略能力を奮って豊臣家を滅亡の淵へと追い詰めてゆく。百戦の経験に裏打ちされたその奸謀の前には、豊臣家はさながら手をひねられる赤子のようなものでまったく相手にならない。老境に入ってもその頭脳の冴えはまったく衰えを見せず、些細な日常の挙措動作の端々にまで政治的効果を狙った演技が自然に出るなど、もはや骨の髄まで政治感覚が染み込んだ筋金入りの老練政治家。
徳川秀忠
家康の後継者で江戸幕府の現将軍。真面目で謹直な人物だが、政治・軍事に関する能力は凡庸で甚だ心許なく、家康に先行きを危ぶまれている。
大坂の陣において、家康はこの秀忠を豊臣家に対して強硬な姿勢をとる鬼将軍として演出し、自身はそれを諫めようとする寛仁な老翁として振る舞うことによって、秀忠の威望を高めると同時に主戦論と和平論とに分かれていた大坂城内に揺さぶりをかけようとした。
本多正純
家康の謀臣。家康が少壮の頃から寵用した謀臣・本多正信の息子。父同様に謀略の才に恵まれているが、鷹匠から取り立てられた父と違って生まれついての大名であるため周囲に対してやや傲慢で横柄な態度をとることが多い。大坂城を陥落させるための間者として勘兵衛に目をつけた人物。
板倉勝重
家康の信任の篤い譜代大名。江戸幕府の京都所司代を勤め、上方の情報を逐一家康の下へ送っている。極めて優秀な能吏で唐突に出来した変事も万事そつなく処理し、その行政手腕の鮮やかさは徳川家中屈指の知恵者と評判が高い。
藤堂高虎
伊予半国を治める大名。保身術に長けており、秀吉によって大名に取り立てられながら秀吉の死の直前から早くも豊臣家の行く末を見限って家康に近づき、以後家康の手足となったかのように率先して豊臣家切り崩しの策動に加担した。
以上の経緯から外様大名ではあるが家康の信頼を得、大坂の陣では譜代大名の井伊直孝と共に先鋒部隊の大将に選ばれた。単なる世巧者というだけでなく武略にも優れた才がある。

### 豊臣方
豊臣秀頼
太閤秀吉の遺児。外界との接触なく巨城の中で生母の淀殿やわずかな侍女達のみにかしずかれるという特異な環境で育ったために常識の欠けたところがあるが、決して愚昧ではない。淀殿の教育方針によって幼少の頃から公家風の教育を施されて養育されたが、大坂の陣の開戦によって後藤又兵衛などそれまで接したことのなかった荒々しい牢人達と交わることとなり、次第に彼らに触発され、さながら眠っていた武人の血が目覚めたかのように人変わりし、最終的には「大坂城を墳墓にして戦う」とまで豪語した。
小男だった秀吉に似ず、甲冑を身につけると非常に武者映えがする堂々たる体躯の持ち主。夏の陣では全軍の士気の高揚を望んだ真田幸村らの嘆願によって幾度となく出陣しようとするが、身の危険を案じた淀殿の猛反対によって阻まれ、結局最後まで出陣は実現しなかった。
大坂城陥落後、城内の山里郭の糒蔵で母や近習達と共に自決した。
淀殿
秀頼の生母。秀吉の死後から、幼い秀頼の代わりに実質的な城主として大坂城に君臨してきた。秀頼を妄愛するあまりに諸事秀頼を中心にしてしか物事を考えられず、また幼児期の落城体験から戦火を病的なまでに恐れるために視野狭窄に陥り、家康の策謀に無残に翻弄され続ける。体質的に気鬱（ヒステリー）があり、激しく癇をつのらせ昏倒することもある。
大坂城陥落後、秀頼と共に自決。
千姫
秀頼の正室。家康の孫娘で亡き秀吉の遺言によって、6歳の時に4つ上の秀頼と結婚し、大坂城に嫁いできた。淀殿は秀頼が千姫に近づくことを喜ばず何かにつけて遠ざけようとしてきたが秀頼は彼女に好意を持ち、千姫の方も秀頼を慕ったため夫婦仲は悪くはなかった。
大坂城陥落の直後、秀頼と淀殿の助命を願った大野治長のはからいによって脱出し、徳川の軍勢に保護された。
大蔵卿局
淀殿の乳母。大坂城の女官達を取り仕切り、豊臣家の女家老のような地位にある老女。幼い頃から母親代わりとして淀殿の面倒を見てきたため彼女の気質を誰よりもよく知っており、何かにつけて癇をつのらせる淀殿を宥め役を勤める。
大坂城陥落後、秀頼や淀殿らと主従共々自決した。
大野治長
大蔵卿局の息子で豊臣家の重臣。淀殿からの信頼が篤く、執政を任されている。豊臣家に対する忠誠心は強く、未遂に終わったが過去に家康の暗殺を企てたこともあった。
冬の陣の戦端が切られた後、総大将すらまともに決められない豊臣方においてなし崩し的に最高指揮官の地位に就くが、如才なくよく気の回る男だが大軍の将として家康に対抗するほどの器量はとてもない。にもかかわらず冬の陣の講和交渉の際に家康の甘言に乗せられて増長し、夏の陣において凡庸な軍才を振り回して豊臣軍を大いに混乱させることとなる。
大坂城陥落後、千姫と引き替えに家康に秀頼と淀殿の助命を嘆願するが聞き入れられず、最期は主人の遺体を敵に渡すまいと予め用意していた火薬を使って壮絶な自爆を遂げて家康と秀忠に一矢報いる。
勘兵衛とはスパイと言う内情を気付かないまま仲良くなり、勘兵衛も治長の秀頼への忠誠心の篤さや人柄の良さに好感を抱くも、｢木偶を躍らせて破滅させる形になった治長は未来において悪人と罵られるだろう｣との感想を抱いている。
大野治房
豊臣家の重臣。直情型の性格で、大坂城内の過激派の代表ともいうべき人物。大野治長の弟だが兄の政策に対して批判的であり、兄の無能さや優柔不断さが豊臣家に危機を招き寄せていると常々反発する。やがて兄に危害を加えるようなことを不用意に口走るようになり、そのため家来が独断で治長に手傷を負わせるという椿事も起こった。
夏の陣の最終決戦である天王寺・岡山の戦いでは、場外南東の岡山口の守備を受け持ち、将軍秀忠の軍を相手に激しく戦って秀忠の本営を混乱させることに成功する。が、体勢を立て直した敵の大軍に次第に押されて大坂城へ引き返した。炎上する本丸を見て死処を失ったと感じ逃亡するが、その後の消息は不明。
お夏
本作の創作人物。大野治長の姪で早くに両親を失ったために叔父の下で養育され、現在は祖母の大蔵卿局とともに淀殿に侍女として仕えている。大野治長に見込まれて大野家の屋敷に住むようになった勘兵衛に半ば手篭めにされて以来、勘兵衛の獣のような男臭さに惹かれるようになる。かといって一方的に弄ばれるわけでもなく、逆に意表を突いた行動をとって勘兵衛をからかったり煙に巻いたりもする食えない性格の持ち主。
夏の陣の開戦直前に淀殿の使者として江戸へ出向くが、大坂へ返して死なせたくないと考えた勘兵衛の差し金で江戸城へ留め置かれる。しかし夏の陣終結後、江戸に豊臣家滅亡の知らせが入るや、主君達を追って自刃した。
片桐且元
秀吉恩顧の大名で、豊臣家の家老を務める。しかし関ヶ原の直後に家康が任命した家老であるために家中で信頼されておらず、ともすれば「徳川方に通じている」等と陰口をたたかれることもある。当人は温厚で篤実な老人で豊臣家に対して忠誠心もあるが、その微妙な立ち場のために徳川方に随身せざるをえなくなり、豊臣家の内紛を狙った家康の悪謀のために散々利用される。
冬の陣の開戦直前、家康の流言によって疑念を煽られた豊臣家の面々に半ば追い出されるような形で大坂城を去る。その後は徳川方に与して大坂の陣にも参加するが、夏の陣の終結からほどなくして旧主を裏切った罪悪感に苛まれ自殺した。
木村重成
秀頼の乳母の宮内卿局の息子。乳兄弟に当たるため、幼少の頃から秀頼の近くに仕えて共に育った。秀頼にとっては最も信頼の置ける家臣であり、同時に最良の友人ともいうべき存在。穏やかで誰に対しても心映え涼やかな若者だが、同時に家康の前に出ても微塵も物怖じしない胆力も備えている。
大坂の陣では、決して練達な指揮官ではなかったが兵達の士心を得てよく統制し、かなりの軍功を上げた。夏の陣の八尾・若江の戦いにおいて長曾我部盛親の部隊と共に徳川方の先鋒に大打撃を与えることに成功するが、圧倒的な大軍で引きも切らずに押し寄せてくる敵軍を追い散らすことは叶わず、自隊が壊滅した後に精根尽き果てたかのように自身で敵に首を取らせて戦死する。
真田幸村
かつて信州に領地を持っていた関ヶ原の敗戦大名。旧武田家に仕えていた父昌幸は天才的な軍略家として名高く、少壮の頃から何度も家康と戦場で対決してことごとく討ち破ってきたために家康に対する反発が強く、武田家滅亡後も勘兵衛の一族のように家康の配下には入らず、秀吉に仕えて武功を立て大名に取り立てられた。関ヶ原では父共々豊臣方に味方して敗戦し、戦後は紀州に流罪になっていたが、すでに世を去っていた昌幸の遺志を継いで敗北を見越しながらも大坂城に入城する。勘兵衛とは大坂城入城の際に顔を合わせるが、家康に恭順した武田の遺臣団の出身という経歴からその素性を怪しみ、初対面で徳川方の間諜であることをほぼ見抜いた。
その軍才はあるいは父を超えるほどのものであるが、若い頃から逼塞していたため父のような名望がなく、意見を上申しても通ることが少なくたびたび苦汁をなめさせられた。冬の陣では守りの弱い城南に新造砦の「真田丸」を構築し、巧みな戦術で敵の軍勢を翻弄して大いに苦しめるが、大勢を変えるまでには及ばなかった。夏の陣では家康の首を取ることのみに目的を絞って最終決戦の天王寺・岡山の戦いで奮闘し、家康の本営までをも脅かすことに成功するものの、やはり形勢を逆転させるには至らずに安居天神で無念の死を遂げた。
後藤又兵衛
勇猛名を馳せた天下第一等の豪傑。その闊達な人柄で多くの兵を惹きつけて心服させ、豊臣の諸将の中で誰よりも信頼を集めている。秀頼にもいたく気に入られ、大坂城内で侍女達のみに囲まれて育った秀頼に武人の猛々しさを感じ入れさせ、あたかも別人になったかのようにその性格を豹変させた。
大坂の陣では、卓抜した統率力で二つの陣を通して多大な戦果を上げた。夏の陣ではもはや豊臣方に勝ち目はないと覚悟し、せめて己の最後を美しく飾ろうと道明寺の戦いで華々しく奮戦した後、敵の銃弾に倒れて死んだ。多くの部下達が殉ずるように後を追って戦死した。
明石全登
旧宇喜多家に仕えていた武将。関ヶ原では宇喜多軍を率いて猛将福島政則の軍を相手に一歩も引かぬ激闘を繰り広げて大いに名を上げた。熱心な切支丹であり、豊臣家が再度天下を統一した暁に全国の信仰の自由を認めてもらう約束と引き替えに大坂城へ入城する。
大坂の陣には十字架の旗や馬標を掲げ、徳川の天下で冷遇されていた切支丹達を大勢引き連れて参陣した。夏の陣の天王寺・岡山の戦いでは真田隊・毛利隊と示し合わせて家康の本営を強襲して家康の首級を上げようとするが失敗、自身の宗旨のため自決をせず戦線を離脱し逃亡した。その後の消息は不明であり、海外へ逃げたという話もあるが定かではない。
毛利勝永
卑賤の身から秀吉に引き上げられて大名に取り立てられた毛利勝信の息子（中国地方に覇を唱えた毛利氏とは無関係）。関ヶ原では父と共に西軍に味方し、戦後改易されて領地を没収された。その後土佐の新大名山内家の預かりとなるが、大坂の陣前夜に豊臣家からの誘いに応えて土佐を脱出。父はすでに死んでいたが、秀吉の旧恩に報いるため大坂城に入城する。
天王寺・岡山の戦いで鬼気迫る猛攻を繰り返して徳川方の防御戦を突き破り、幸村と協力して家康の本営を恐乱に追い込むことに成功するが家康の首を取る目的は果たせず、やむなく城へ引き返した。。
長曾我部盛親
かつての土佐の太守長曾我部元親の息子。秀吉の死の直後に父が急死したため関ヶ原直前の政治的動乱の中で上手く立ち回ることができず、成り行きで西軍に味方して敗戦大名となる。戦後は領地を召し上げられ、牢人して手習いの師匠にまで落ちぶれるが、豊臣家の誘いに応じて関ヶ原での雪辱を果たすために大坂城に入城する。
夏の陣では八尾・若江の戦いで徳川方の先鋒の藤堂高虎の部隊と対決して大いに討ち破るが、共同部隊だった木村重成の部隊が壊滅したため退却を余儀なくされる。
塙団右衛門
武辺者として天下に広く名を知られた武将。奇矯な性格の上に功名心が強く、関ヶ原の戦いでは東軍の加藤嘉明の下で戦うが、一騎駆けで命令違反の行動をとって嘉明と対立。得意の漢詩で主人をからかって加藤家を出奔するものの、激怒した嘉明に奉公構を出されてしまい、以後仕官が叶わなくなって牢人した。一時は出家し雲水になるが、大脇差しを帯びた異様な風体で托鉢して人目を引いた。大坂の陣の勃発により、牢人召募に応じて大坂城に入城する。
夏の陣では大野治房の旗下で緒戦の先鋒部隊の将校に任じられ、樫井の戦いで徳川方の浅野軍と対決した。いがみ合っていた岡部大学と一番槍を競って浅野長晟の部隊と交戦。本隊との連携をまともに考えないまま猪突猛進し、大野治房の指揮の悪さもあって孤立し、孤軍奮闘した後に辞世の詩を書き残して討ち取られた。

### その他の人物
北政所
秀吉の正室。秀吉の死後大坂城を出、現在は尼となって京の東山山麓で秀吉の霊を弔いながら日々を過ごしている。少壮の頃から夫を支えてきただけあって時勢を見通す眼力があり、豊臣家が存続するためには織田信長亡き後の織田家のように小大名として徳川政権下で生きるべきと考えており、関ヶ原以前から密かに家康と気脈を通じ、自身を慕う加藤清正・福島正則らに家康に従うよう言い含める。
加藤清正、福島正則
秀吉恩顧の大名。関ヶ原の戦いでは石田三成を嫌って家康に味方したものの、次第に野心を露わにしてきた家康を危惧し、秀吉の忘れ形見である秀頼の庇護と自家を守ることの間に板挟みになって苦悩する。清正は二条城での家康と秀頼の会見からほどなくして病没し、正則は大坂の陣の際に翻意を恐れた家康から江戸の留守居役を命ぜられて参陣することを許されなかった。
織田有楽斎
淀殿の叔父。織田信長の弟だが政治的野心はまるでなく、茶道楽を愉しむ単なる一茶人として世を送っている。豊臣政権下でも御伽衆として大坂城に出仕し、秀吉に従順に仕え翻意など全く考えなかったが、秀吉の死後は時勢が徳川家に傾いたことから家康に接近し、豊臣方の情報を密かに流して内通するようになる。
冬の陣では淀殿の意向によって豊臣方の名目的な総大将に担ぎ出されるが、家康の機嫌を損ねることを恐れて怠慢な軍事行動を繰り返し、豊臣方が敗北する一因を作った。冬の陣講和の直後、再度の開戦を予感して適当な口実を作って大坂城から退出した。

## 書誌情報
- 新潮社単行本上中下巻　1971年-72年
- 新潮文庫上中下巻　1976年12月
  - 新装版上中下巻　2002年4月(上 ISBN 4101152209、中 ISBN 4101152217、下 ISBN 4101152225)
- 新潮社 愛蔵版全1巻　1994年8月（ISBN 410309740X）
- 文藝春秋司馬遼太郎全集28『城塞　一』、29『城塞　二・胡桃に酒・故郷忘れじがたく候』　1973年12月-74年1月（28巻 ISBN 4165102806、29巻 ISBN 4165102903）

## 関連作品
- 『風神の門』

本作と同様、大坂の陣を題材にした司馬の長編小説。詳細は該当項目を参照。本作と違った時代小説であり、架空の忍者である真田十勇士の霧隠才蔵を主人公としている。1980年にNHKでテレビドラマ化された際には、本作も原作の一部として使用された。